# Edward Franklin Castetter
Edward Franklin Castetter (1896-1978) fue un botánico estadounidense, y explorador y recolector de especies en Estados Unidos, México y Canadá. Se especializó en cactáceas.

## Algunas publicaciones
- edward f. Castetter, prince Pierce, karl h. Schwerin. 1975. A Reassessment of Genus Escobaria. Cactus & Succulent J. 47 ( 2): 60–70

- -------------------------, willis Harvey Bell. 1951. Yuman Indian Agriculture: Primitive Subsistence on the Lower Colorado and Gila Rivers. Vol. 2 de Inter-Americana series. Ed. Univ. of New Mexico Press, 274 pp.

- -------------------------, -----------------------. 1942. Pima and Papago Indian Agriculture. Vol. 1 de Inter-Americana series. Ed. reimpresa de AMS Press, 244 pp. ISBN 0404155103, ISBN 9780404155100

## Honores

### Eponimia
- (Fabaceae) Astragalus castetteri Barneby[3]
- La abreviatura «Castetter» se emplea para indicar a Edward Franklin Castetter como autoridad en la descripción y clasificación científica de los vegetales.[4]